# Alpen-Elektrowerke
Die Alpen-Elektrowerke-AG (AEW) waren ein von 1938 bis 1946 bestehender Konzern, der mit dem Bau von Großkraftwerken und Hochspannungsleitungen in Österreich (und teilweise auch auf bayerischem Gebiet) befasst war. Die AEW wurden zur Vorläuferin der 1947 im Zuge der Verstaatlichung in Österreich gegründeten Österreichischen Elektrizitätswirtschafts-AG.

## Geschichte
Nach dem Anschluss Österreichs an das nationalsozialistische Deutsche Reich im März 1938 wurde die Elektrizitätswirtschaft in Österreich nach NS-deutschem Muster umorganisiert. Das deutsche Energiewirtschaftsrecht wurde in Österreich eingeführt, und der deutsche Staatskonzern VIAG, 100 % im Besitz des Reichswirtschaftsministeriums, gründete bereits am 22. April 1938 die neue Tochter Alpen-Elektrowerke-AG. Sie sollte Kraftwerke und ein Verbundnetz bauen und über Kapitalbeteiligungen an den bestehenden österreichischen Elektrizitäts-Landesgesellschaften die Struktur der Elektrizitätswirtschaft vereinheitlichen und somit eine zentrale Lenkung entsprechend den Bedürfnissen der Industrie gewährleisten.
Die AEW übernahm nahezu sofort sämtliche Elektro-Interessen der größten österreichischen Banken (Österreichische Creditanstalt-Wiener Bankverein und Österreichische Industriekredit AG) und in der Folge sehr schnell auch die Mehrheit an den verschiedenen Landesgesellschaften. 
Nach dem Ende des Zweiten Weltkriegs wurde der Besitz der AEW gemäß dem 2. Verstaatlichungsgesetz vom 26. März 1947 am 1. August 1947 in die an diesem Tage gegründete Österreichische Elektrizitätswirtschafts-AG überführt und von dieser bis 1957, als eine endgültige Regelung bezüglich des sogenannten ehemaligen „Deutschen Eigentums“ in Österreich getroffen wurde, treuhänderisch verwaltet.